# Reloaded (album de Smif-n-Wessun)
Pour les articles homonymes, voir Reloaded.
Albums de Smif-n-Wessun
The Rude Awakening
(1998) The Album
(2007)
Singles
1. Crystal Stair
Sortie : 29 avril 2005
2. My Timbz Do Work
Sortie : 28 octobre 2005

Reloaded est le troisième album studio de Smif-n-Wessun, sorti le 13 septembre 2005.
Après avoir été obligés de changer de nom de scène en raison de poursuites engagées par le fabricant d'armes à feu Smith & Wesson, le duo a repris, de façon non officielle, son nom d'origine, Smif-n-Wessun.
Tous les artistes du Boot Camp Clik font une apparition sur l'album, ainsi que dead prez et Talib Kweli.

## Liste des titres
| No  | Titre                                              | Contient un (des) sample(s) de                                                                                                | Durée |
| --- | -------------------------------------------------- | --- | ----- |
| 1.  | Reloaded                                           | Runaway de Bon Jovi | 2:54  |
| 2.  | The Truth                                          | The Message de Grandmaster Flash & the Furious Five featuring Grandmaster Melle Mel et Duke Bootee C.R.E.A.M. du Wu-Tang Clan | 2:04  |
| 3.  | My Timbz Do Work (featuring Heltah Skeltah)        | | 4:00  |
| 4.  | Gunn Rap                                           | Down by the River de Buddy Miles                                                                                              | 3:18  |
| 5.  | Toolz of the Trade                                 | | 3:51  |
| 6.  | Sick Em Son                                        | | 3:28  |
| 7.  | War                                                | Summertime de Charlie Parker Survival of the Fittest de Mobb Deep                                                             | 3:07  |
| 8.  | Warriorz Heart [Gangbang] (featuring dead prez)    | | 3:34  |
| 9.  | Here I Stand [The Streets Been Good to Me]         | Love in the Midnight de Styx                                                                                                  | 4:53  |
| 10. | City of Godz [Ciudad De Dios] (featuring Buckshot) | Wada Karle Sajana de Mohammed Rafi et Lata Mangeshkar                                                                         | 2:59  |
| 11. | U Undastand Me? (featuring Starang et Tony Touch)  | | 4:03  |
| 12. | Get Back (featuring Boot Camp Clik)                | | 4:26  |
| 13. | A Hustlers Prayer                                  | Truths & Rights de Johnny Osbourne                                                                                            | 3:07  |
| 14. | PNC Boyz                                           | Our Theme - Part I de Barry White et Glodean White                                                                            | 3:34  |
| 15. | We Came Up [Crystal Stair] (featuring Talib Kweli) | The Time Is Right for Love de Bobby Reed                                                                                      | 4:46  |